# ووت وی-۱۷۳
ووت وی-۱۷۳ (به انگلیسی: Vought V-173) یک هواپیمای ساختِ کارخانهٔ ووت در کشور ایالات متحده آمریکا است. این هواپیما برای نخستین بار در ۲۳ نوامبر ۱۹۴۲ میلادی مورد استفاده قرار گرفت.